# Mijtermot
De mijtermot (Pyrausta sanguinalis) is een vlinder uit de familie van de grasmotten (Crambidae). De spanwijdte van de vlinder bedraagt tussen de 11 en 18 millimeter.

## Verspreiding
De soort komt in vrijwel geheel Europa voor, met uitzondering van IJsland. Verder komt de mijtermot voor in Marokko, Algerije en Tunesië en in grote delen van Azië (Siberië, Turkije, Israël, Georgië, Armenië, Azerbeidzjan, Iran, Kazachstan China, India).

### Voorkomen in Nederland en België
De mijtermot is in België een zeldzame en lokale soort. In Nederland is de soort in 2014 voor het eerst sinds 1861 weer waargenomen. De soort kent twee generaties die vliegen in juni en augustus.

## Biologie
De rups van de mijtermot leeft op salie, rozemarijn, Thymus serpyllum en Thymus praecox subsp. polytrichus en verblijft in een spinselbuis op de grond of tussen de bloemen van de waardplanten. De verpopping vindt plaats in een cocon in de bodem. De soort overwintert als volgroeide rups of als pop.